# Дікман (стадіон)
Стадіон «Дікман» (нід. Stadion Het Diekman) — колишній багатофункціональний стадіон в районі Варвік-Дікман в Енсхеде, Нідерланди, відкритий 1956 року. Спочатку це була домашня арена футбольного клубу «Енсхенде», а з 1965 року — новоствореного клубу «Твенте». Фініш марафону Енсхеде також традиційно відбувся на стадіоні.

## Історія
12 листопада 1953 року було розпочато будівництво 23-гектарного спортивного парку Sportpark Het Diekman. В цілому на комплекс було витрачено близько трьох мільйонів гульденів (1,4 мільйона євро). Будівництво було розпочато муніципалітетом. Окрім стадіону, спортивний парк повинен був складатися з басейну та різних спортивних майданчиків. Стадіон переважно будували з бетону та каменю. Атлетична доріжка була прокладена навколо поля. Це було зроблено відповідно до стандартів Нідерландського олімпійського комітету, який визначав, що на голландських стадіонах має поєднуватися якомога більше видів спорту. На інших стадіонах, які були побудовані в цей період (наприклад, Муніципальний спортивний парк у Тілбурзі), також були легкоатлетичні доріжки.
На момент початку будівництва було невідомо, який футбольний клуб буде грати на стадіоні. Три місцеві команди «Рігтерсблек», «Енсхеде Бойз» та СК «Енсхенде» були зацікавлені у стадіоні. «Енсхеде Бойз» стали чемпіоном Східних Нідерландів в 1950 році і спочатку здавалося, що вони можуть претендувати на найбільшу арену міста. Муніципалітет наполягав на об'єднанні клубів, але три команди про це нічого не хотіли знати.

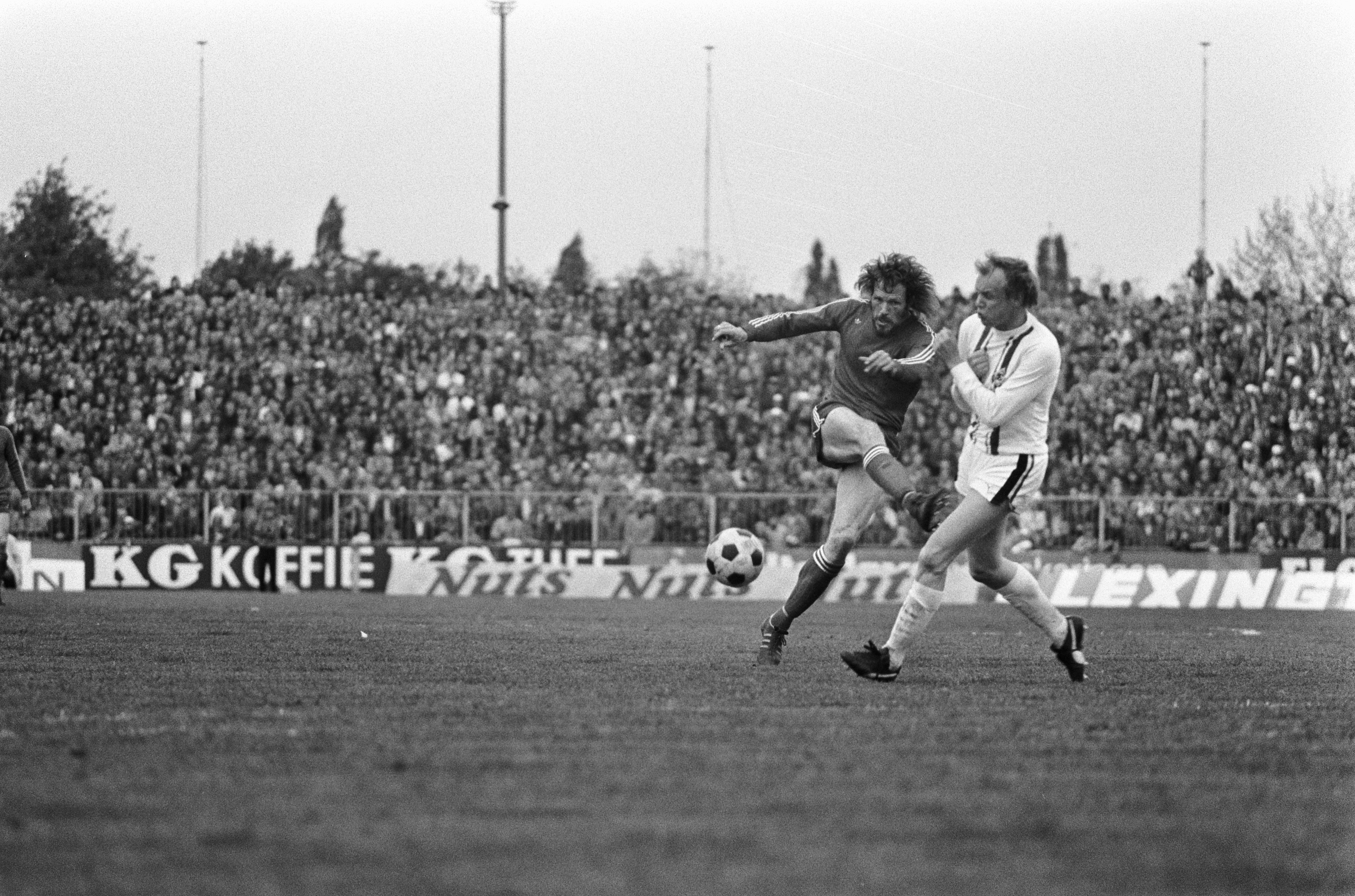
Матч фіналу Кубка УЄФА 1975 року на стадіоні.

Однак під час будівництва у голландському футболі деякі речі змінилися. Так у 1954 році був запроваджений у країні професіональний футбол. Крім того «Енсхенде» в спортивному плані випередив «Енсхеде Бойз», посівши третє місце у своїй групі в сезоні 1955/56, і отримав право зіграти у дебютному розіграші Ередивізі, в той час як інші команди змушені були виступати у нижчих лігах. Місцева футбольна федерація не дозволила декільком професіональним клубам ділити одне спортивне поле. Оскільки спортивні та комерційні очікування від СК «Енсхенде» були найвищими, було остаточно визначено, що ця команда стане постійним гравцем стадіону «Дікман».
Стадіон був відкритий 8 серпня 1956 року матчем між «Енсхенде» клубом «Пройсен Мюнстер» з ФРН перед 22 000 глядачів. Дебютний гол на стадіоні забив Абе Ленстра із пенальті, а господарі в підсумку перемогли 3:0.
У 1965 році «Енсхенде» та «Енсхенде Бойз» об'єдналися в єдиний клуб «Твенте», який і став надалі виступати на «Дікмані». Перший матч новостворена команда провела 12 серпня, зігравши товариську гру проти англійської «Астон Вілли» (2:2) для 15 000 глядачів.
3 листопада 1968 року «Твенте» виграв матч проти «Аякса» 5:1 перед 26 500 глядачами. Це була рекордна кількість глядачів на «Дікмані» за увесь час. 21 травня 1975 року на арені пройшов другий фінальний матч Кубка УЄФА, в якому «Твенте» перед 21 767 глядачами розгромно поступились 1:5 західнонімецькій «Боруссії» (Менхенгладбах) і не здобули трофей.
Останній матч був зіграний на стадіоні 22 квітня 1998 року проти «Геренвена» (3:1) за участю 10 000 глядачів. Після цього «Твенте» переїхав до новозбудованого стадіону «Арке» (нині має назву «Гролс Весте»).
Останньою подією на стадіоні став 30-й Енсхедський марафон 7 червня 1998 року, на якому переміг Ахмед Салах. Стадіон «Дікман» згодом було зруйновано, і на сьогодні на його території знаходяться спортивні комплекси.

## Опис
На відкритті стадіон «Дікман» мав загальну місткість 22 000 глядачів, у тому числі 5500 сидячих місць. Була одна крита трибуна та ресторан. Стадіон мав на той час сучасну освітлювальну установку з чотирма щоглами висотою 45 метрів.
За роки після відкриття потужність була розширена приблизно на 3000 глядачів. 3 листопада 1968 року в матчі проти «Аякса» було досягнуто рекордних 26 500 відвідувачів, що стало можливим завдяки будівництву тимчасових трибун.
Завдяки більш суворим регламентам УЄФА та після перетворення стоячих місць на сидячі, пропускна спроможність арени у 80-х та 90-х роках зменшилась до 18 000 глядачів спочатку, а пізніше до 13 500, що і послужило причиною знесення стадіону та будівництва більшого..